# 肥之戰
肥之戰發生於前233年，是戰國時代秦國與趙國之間的一場截擊戰。

## 背景
秦王政十三年（前234年），秦將桓齮率領秦軍在平陽大敗趙軍，斬首十萬，擊殺趙將扈輒。同年十月（前234年），秦將桓齮又率秦軍東出上黨，越太行山深入趙國後方，大破趙軍，攻占了赤麗、宜安(今河北省藁城西南)。前233年初，秦軍進逼邯鄲，趙王遷急命北部邊防名將李牧為將軍率領他的部隊南下，指揮全部趙軍抗擊秦軍。

## 戰爭過程
李牧率邊防軍主力與邯鄲派出的趙軍會合後，在宜安附近與秦軍對峙。經激烈戰鬥後，秦軍大敗。桓齮僅率少量親兵衝出重圍，奔回秦國。趙國奪回了被秦國佔領的土地，李牧因此戰受封為「武安君」。

## 影響
肥之戰乃秦王政出兵攻打趙國初嘗敗果。其後，秦軍又在番吾之戰中慘敗於李牧手上。因此，秦國遂派間諜賄賂趙國權臣郭開，要郭開離間李牧和趙王。